# Borsa immobiliare
La Borsa Immobiliare è un organismo di utilità pubblica, istituito dalla locale Camera di Commercio, per lo sviluppo e la regolazione del mercato immobiliare di un territorio. La Borsa immobiliare può avere competenza provinciale, interprovinciale o regionale, in base ad eventuali accordi tra Camere di Commercio.

## Regolazione del mercato
Le Borse Immobiliari italiane aderenti al sistema nazionale coordinato da Tecnoborsa SCpA (Organizzazione del sistema delle Camere di Commercio per la Regolazione del Mercato Immobiliare) sono attive ad Ascoli Piceno, Perugia, Rieti, Roma, Bari, esistono inoltre Borse Immobiliari anche a Brescia, Parma e Vicenza, esterne a tale sistema, pur mantenendo le prerogative delle altre strutture.
Le Borse Immobiliari hanno come missione e obiettivo la regolazione del mercato di riferimento, puntando su iniziative istituzionale e attività operative che possano coinvolgere gli Operatori immobiliari (agenti immobiliari, periti e costruttori) in una trasparente e chiara condotta delle transazioni. Le Borse immobiliari operano, infatti, secondo Regolamenti e Codici di condotta che vengono approvati e accettati dagli operatori che si accreditano presso le stesse. Comitati di vigilanza operano per la verifica di requisiti e attività degli Accreditati stessi, fungendo da organismi di controllo cui la clientela può rivolgersi in caso di controversia.

## Iniziative di sviluppo
Di competenza delle Borse Immobiliari sono: la redazione dei Listini Ufficiali (raccolta dei prezzi relativi alle contrattazioni concluse e definizione delle quotazioni ordinarie di zona (per tipologie immobiliari e zona), l'organizzazione di un sistema informativo su piattaforma web nel quale possano confluire offerte immobiliari verificate dagli Operatori Accreditati e la erogazione del servizio di stima di immobili.
Sono disponibili modelli per la contrattualistica in uso presso le Agenzie Immobiliari, stilati di concerto con Associazioni dei Consumatori, per rendere univocamente interpretabile e trasparente l'attività di formalizzazione di incarichi di compravendita e locazione, proposte di acquisto e prenotazioni di locazione.
Le Borse Immobiliari fungono anche da collettore e promotore per gli Operatori Accreditati, proponendo iniziative di sviluppo, marketing, seminari di aggiornamento professionale e attività di sistema che garantiscano servizi innovativi, trasparenti e volti al mercato di riferimento. L'immagine coordinata adottata le rende riconoscibili a livello locale e nazionale, pur garantendo l'autonomia degli Accreditati stessi.